# Залізняки
Залізняки́ —  село в Україні, у Комишнянській селищній громаді Миргородського району Полтавської області. Населення становить 10 осіб. До 2020 року орган місцевого самоврядування — Клюшниківська сільська рада.

## Географія
Село Залізняки знаходиться у одного з витоків річки Озниця, за 0,5 км від села Кирсівка (зняте з обліку в 2007 році).